# 陈家林
陈家林（1942年—2022年7月7日），男，出生于江苏南京，中国大陸导演，其导演的知名电视剧有《武则天》、《唐明皇》、《康熙王朝》等。他擅长将各种历史元素融入电视剧中，能驾驭重大历史题材，有“中国第一历史剧导演”之称。曾任长春电影制片厂国家一级导演、中广联合会电视剧导演委员会会长。

## 生涯

### 早期
1955年，陈家林作为演员出演了电影《罗小林的决心》，1965年从北京电影学院表演系毕业，之后进入长春电影制片厂工作，1979年开始做导演。陈家林的导演生涯是从电影起步的，1979年他执导了处女作《鸟岛》，获得了小百花奖，之后亦有《末代皇后》、《百色起义》等知名代表作。但1980年代中后期中国大陆的电影市场走向萎靡，电影很难赚到钱，他便主动转型，去导演电视剧。

### 第一次转型
1986年推出的电视剧《努尔哈赤》让陈家林获得了飞天奖一等奖，这让他备受鼓舞。《袁崇焕》和《唐明皇》则是他一个重要代表作，一举囊或三个飞天奖奖项，这也奠定了他在大陆历史剧上的牢固地位。在1990年代，是陈家林历史剧的辉煌时期，诸如《武则天》、《贺兰雪》、《汉宫飞燕》、《汉武帝》有着浓郁的历史厚重感，亦为他赢得良好口碑。

### 第二次转型
2000年后，陈家林又执导了《太平天国》、《康熙王朝》 等历史剧，然而其水准较之以前已有不如，广电部门对历史剧的审查也愈发严厉，电视剧播映出来已经和导演的初衷有很大的不同。此外由于历史、古装剧的泛滥，历史剧已不如90年代受欢迎，陈家林于是开始转向现代的平民戏。这期间他的电视剧作品有《继父》、《女人一辈子》等，但观众印象最深刻的还是他的历史剧。

### 後續
虽然自2005年后，陈家林一直在拍摄现代戏，以关注下层民众生活的戏为主，但他并没放弃历史剧。2011年，他执导历史大剧《楚汉争雄》，有报道称，这会是他的“封山之作”。

## 导演作品

### 电视剧
| 年份   | 剧名                   | 类型 | 奖项                           | 备注 |
| 1986年 | 《努尔哈赤》           | 古代 | 1987年飞天奖一等奖和最佳导演奖 |      |
| 1986年 | 《聊斋》之《鹦鹉奇缘》 | 古代 |                                |      |
| 1987年 | 《袁崇焕》             | 古代 |                                |      |
| 1992年 | 《唐明皇》             | 古代 | 1992年飞天奖特别奖、服装奖     |      |
| 1993年 | 《武则天》             | 古代 |                                |      |
| 1995年 | 《贺兰雪》             | 古代 |                                |      |
| 1995年 | 《远东阴谋》           | 近代 | 1996年飞天奖三等奖、优秀剪辑奖 |      |
| 1996年 | 《汉宫飞燕》           | 古代 |                                |      |
| 1996年 | 《汉武帝》             | 古代 |                                |      |
| 1997年 | 《法门寺猜想》         | 古代 |                                |      |
| 1997年 | 《甲午陆战》           | 近代 |                                |      |
| 1997年 | 《小女人》             | 近代 |                                |      |
| 2000年 | 《太平天国》           | 古代 |                                |      |
| 2001年 | 《康熙王朝》           | 古代 |                                |      |
| 2003年 | 《江山风雨情》         | 古代 |                                |      |
| 2003年 | 《走出蓝水河》         | 近代 |                                |      |
| 2004年 | 《大清风云》           | 古代 |                                |      |
| 2004年 | 《沧海百年》           | 古代 |                                |      |
| 2005年 | 《大敦煌》             |      |                                |      |
| 2006年 | 《王昭君》             | 古代 |                                |      |
| 2006年 | 《继父》               | 现代 |                                |      |
| 2007年 | 《好男当家》           | 现代 |                                |      |
| 2007年 | 《女人一辈子》         | 现代 |                                |      |
| 2008年 | 《乔省长和他的女儿们》 | 现代 |                                |      |
| 2009年 | 《仰角》               | 现代 |                                |      |
| 2010年 | 《嘎达梅林》           | 近代 |                                |      |
| 2010年 | 《勋章》               | 近代 |                                |      |
| 2011年 | 《完美丈夫》           | 现代 |                                |      |
| 2011年 | 《老病号》             | 现代 |                                |      |
| 2011年 | 《楚汉争雄》           | 古代 |                                |      |

### 电影
| 年份   | 片名             | 类型 | 奖项                                                                                          | 备注 |
| 1979年 | 《鸟岛》         |      | 1979年文化部最佳故事片奖                                                                      |      |
| 1982年 | 《飞来的仙鹤》   |      | 1982年文化部最佳故事片奖 1986年法国阿朗松国际儿童节农业信贷银行奖                             |      |
| 1984年 | 《谭嗣同》       |      | 1984年文化部最佳故事片奖                                                                      |      |
| 1984年 | 《十三号地区》   |      |                                                                                               |      |
| 1986年 | 《末代皇后》     |      | 1987年第四届巴西利亚国际电影节电视录像节评委特别奖 1987年第五届大马士革国际电影节最佳女演员奖 |      |
| 1986年 | 《女兵圆舞曲》   |      |                                                                                               |      |
| 1988年 | 《百色起义》     |      | 广电部1989～90年优秀影片奖                                                                    |      |
| 1990年 | 《你好！太平洋》 |      |                                                                                               |      |
| 1992年 | 《杨贵妃》       |      | 1993年金鸡奖服装奖                                                                            |      |
| 2005年 | 《一轮明月》     |      |                                                                                               |      |

## 个人
陈家林称《太平天国》这部大戏是他拍得最难最苦的一部，仅拍摄过程就有10个月走了8个省，各种战争戏非常多。此外由于史学界对太平天国的一些历史事件存在相当的争议，亦是拍摄的难处。
2009年，陈家林接受采访时笑称电视剧导演没地位，购片方、投资人、剧中大腕、老板指定的女演员都要干涉拍摄，导演能决定的东西太少。对于走出了80年代的低谷，重新火爆起来的大陆电影，他表示现在的片子商业化的东西太多，有些历史大片没有一点历史的真实感。
陈家林与女演员李建群多年来有着亲密的合作，后者亦是一名著名的服装设计师，尤擅长于古装设计，多次获得奖项。陈家林执导的多部电视剧中都由她设计装饰。此外，陈家林的班底还有李明、高兰村、刘威等，被称作为“陈家班”。